# Lista monumentelor istorice din județul Cluj - B

Simbol utilizat pentru monumentele istorice

Lista monumentelor istorice din județul Cluj - B cuprinde monumentele istorice înscrise în Patrimoniul cultural național al României și aflate în localități din județul Cluj al căror nume începe cu litera B.
Lista completă este menținută și actualizată periodic de către Ministerul Culturii, Cultelor și Patrimoniului Național din România, prin intermediul Institutului Național al Patrimoniului, ultima versiune datând din 2015. Această listă cuprinde și actualizările ulterioare, realizate prin ordin al ministrului culturii.
Puteți căuta un monument din județul Cluj folosind formularul de mai jos sau puteți naviga prin toate monumentele din județ la lista monumentelor istorice din județul Cluj.
| Cod LMI                                     | Denumire                                                                                | Localitate                         | Localizare                                                 | Datare, Creatori                                                                        | Imagine               | Erori             |
| ------------------------------------------- | --------------------------------------------------------------------------------------- | ---------------------------------- | ---------------------------------------------------------- | --------------------------------------------------------------------------------------- | --------------------- | ----------------- |
| CJ-I-s-A-06949 (RAN: 55847.01)              | Situl arheologic de la Baciu, punct „Gura Baciului”                                     | sat Baciu; comuna Baciu            | „Gura Baciului” 46.7802°N 23.51229°E                       |                                                                                         | Încarcă foto \| video | Raportează eroare |
| CJ-I-m-A-06949.01 (RAN: 55847.01.01)        | Așezare                                                                                 | sat Baciu; comuna Baciu            | „Gura Baciului” 46.7802°N 23.51229°E                       | Epoca bronzului                                                                         | Încarcă foto \| video | Raportează eroare |
| CJ-I-m-A-06949.02                           | Așezare                                                                                 | sat Baciu; comuna Baciu            | „Gura Baciului”                                            | Neolitic                                                                                | Încarcă foto \| video | Raportează eroare |
| CJ-I-s-B-06950 (RAN: 55847.02)              | Situl arheologic de la Baciu, punct „Baciu-centru”                                      | sat Baciu; comuna Baciu            | Intravilan, centrul localității                            |                                                                                         | Încarcă foto \| video | Raportează eroare |
| CJ-I-m-B-06950.01 (RAN: 55847.02.05)        | Așezare                                                                                 | sat Baciu; comuna Baciu            | Intravilan, centrul localității                            | Epoca medievală                                                                         | Încarcă foto \| video | Raportează eroare |
| CJ-I-m-B-06950.02 (RAN: 55847.02.04)        | Așezare                                                                                 | sat Baciu; comuna Baciu            | Intravilan, centrul localității                            | Epoca migrațiilor                                                                       | Încarcă foto \| video | Raportează eroare |
| CJ-I-m-B-06950.03 (RAN: 55847.02.03)        | Așezare                                                                                 | sat Baciu; comuna Baciu            | Intravilan, centrul localității                            | Epoca romană                                                                            | Încarcă foto \| video | Raportează eroare |
| CJ-I-m-B-06950.04 (RAN: 55847.02.02)        | Așezare                                                                                 | sat Baciu; comuna Baciu            | Intravilan, centrul localității                            | Hallstatt                                                                               | Încarcă foto \| video | Raportează eroare |
| CJ-I-m-B-06950.05 (RAN: 55847.02.01)        | Așezare                                                                                 | sat Baciu; comuna Baciu            | intravilan, centrul localității                            | Neolitic                                                                                | Încarcă foto \| video | Raportează eroare |
| CJ-I-s-B-06951 (RAN: 55847.04)              | Așezare                                                                                 | sat Baciu; comuna Baciu            | La vest de sat, în direcția localităților Rădaia și Suceag | Latène                                                                                  | Încarcă foto \| video | Raportează eroare |
| CJ-I-s-A-06952 (RAN: 55847.09)              | Situl arheologic de la Baciu, punct „Cheile Baciului”                                   | sat Baciu; comuna Baciu            | „Cheile Baciului”                                          |                                                                                         | Încarcă foto \| video | Raportează eroare |
| CJ-I-m-A-06952.01 (RAN: 55847.09.01)        | Așezare                                                                                 | sat Baciu; comuna Baciu            | „Cheile Baciului” 46.78°N 23.51861°E                       | Neolitic                                                                                | Încarcă foto \| video | Raportează eroare |
| CJ-I-m-A-06952.02 (RAN: 55847.09.02)        | Necropolă                                                                               | sat Baciu; comuna Baciu            | „Cheile Baciului” 46.78°N 23.51861°E                       | Neolitic                                                                                | Încarcă foto \| video | Raportează eroare |
| CJ-I-s-B-06953 (RAN: 55847.06)              | Așezare                                                                                 | sat Baciu; comuna Baciu            | „Coasta Mănășturului”                                      | Epoca romană                                                                            | Încarcă foto \| video | Raportează eroare |
| CJ-I-s-B-06954 (RAN: 55847.07)              | Situl arheologic de la Baciu, punct „Băștărău”                                          | sat Baciu; comuna Baciu            | Lângă cariera de piatră Băștărău                           |                                                                                         | Încarcă foto \| video | Raportează eroare |
| CJ-I-m-B-06954.01 (RAN: 55847.07.03)        | Așezare                                                                                 | sat Baciu; comuna Baciu            | Lângă cariera de piatră Băștărău                           | Epoca medievală                                                                         | Încarcă foto \| video | Raportează eroare |
| CJ-I-m-B-06954.02 (RAN: 55847.07.02)        | Așezare                                                                                 | sat Baciu; comuna Baciu            | Lângă cariera de piatră Băștărău                           | Epoca romană                                                                            | Încarcă foto \| video | Raportează eroare |
| CJ-I-s-B-06955 (RAN: 55847.08)              | Așezare                                                                                 | sat Baciu; comuna Baciu            | „Sântion”, pe dealul de la N de sat                        | Epoca medievală                                                                         | Încarcă foto \| video | Raportează eroare |
| CJ-I-s-A-06956 (RAN: 55847.03)              | Situl arheologic de la Baciu, punct „Strada Nouă”                                       | sat Baciu; comuna Baciu            | Intravilan, punct „Strada Nouă” 46.78806°N 23.53389°E      |                                                                                         | Încarcă foto \| video | Raportează eroare |
| CJ-I-m-A-06956.09                           | Așezare                                                                                 | sat Baciu; comuna Baciu            | Str. Nouă; Intravilan și islaz, „Strada Nouă”              | Paleolitic                                                                              | Încarcă foto \| video | Raportează eroare |
| CJ-I-m-A-06956.01                           | Așezare                                                                                 | sat Baciu; comuna Baciu            | Str. Nouă; Intravilan și islaz, „Strada Nouă”              | Epoca medievală                                                                         | Încarcă foto \| video | Raportează eroare |
| CJ-I-m-A-06956.02                           | Așezare                                                                                 | sat Baciu; comuna Baciu            | Str. Nouă; Intravilan și islaz, „Strada Nouă”              | Epoca medievală timpurie                                                                | Încarcă foto \| video | Raportează eroare |
| CJ-I-m-A-06956.03                           | Așezare                                                                                 | sat Baciu; comuna Baciu            | Str. Nouă; Intravilan și islaz, „Strada Nouă”              | sec. II - III p. Chr.                                                                   | Încarcă foto \| video | Raportează eroare |
| CJ-I-m-A-06956.04                           | Așezare                                                                                 | sat Baciu; comuna Baciu            | Str. Nouă; Intravilan și islaz, „Strada Nouă”              | Latène                                                                                  | Încarcă foto \| video | Raportează eroare |
| CJ-I-m-A-06956.05                           | Așezare                                                                                 | sat Baciu; comuna Baciu            | Str. Nouă; Intravilan și islaz, „Strada Nouă”              | Hallstatt                                                                               | Încarcă foto \| video | Raportează eroare |
| CJ-I-m-A-06956.06                           | Așezare                                                                                 | sat Baciu; comuna Baciu            | Str. Nouă; Intravilan și islaz, „Strada Nouă”              | Epoca bronzului                                                                         | Încarcă foto \| video | Raportează eroare |
| CJ-I-m-A-06956.07                           | Așezare                                                                                 | sat Baciu; comuna Baciu            | Str. Nouă; Intravilan și islaz, „Strada Nouă”              | Neolitic, Cultura Petrești                                                              | Încarcă foto \| video | Raportează eroare |
| CJ-I-m-A-06956.08                           | Așezare                                                                                 | sat Baciu; comuna Baciu            | Str. Nouă; Intravilan și islaz, „Strada Nouă”              | Mezolitic                                                                               | Încarcă foto \| video | Raportează eroare |
| CJ-I-s-B-06957 (RAN: 59906.01)              | Situl arheologic de la Batin, punct „La Cetățele”                                       | sat Batin; comuna Unguraș          | „La Cetățele”                                              |                                                                                         | Încarcă foto \| video | Raportează eroare |
| CJ-I-m-B-06957.01 (RAN: 59906.01.02)        | Așezare                                                                                 | sat Batin; comuna Unguraș          | „La Cetățele”                                              | Latène                                                                                  | Încarcă foto \| video | Raportează eroare |
| CJ-I-m-B-06957.02 (RAN: 59906.01.01)        | Așezare                                                                                 | sat Batin; comuna Unguraș          | „La Cetățele”                                              | Hallstatt                                                                               | Încarcă foto \| video | Raportează eroare |
| CJ-I-s-B-06958 (RAN: 60115.01)              | Situl arheologic de la Băbuțiu, punct „Grecea”-„Șanțul Grecilor”                        | sat Băbuțiu; comuna Vultureni      | „Grecea”-„Șanțul Grecilor”                                 |                                                                                         | Încarcă foto \| video | Raportează eroare |
| CJ-I-m-B-06958.01                           | Așezare                                                                                 | sat Băbuțiu; comuna Vultureni      | „Grecea”-„Șanțul Grecilor”                                 | sec. V - VI                                                                             | Încarcă foto \| video | Raportează eroare |
| CJ-I-m-B-06958.02                           | Așezare fortificată                                                                     | sat Băbuțiu; comuna Vultureni      | „Grecea”-„Șanțul Grecilor”                                 | Epoca bronzului                                                                         | Încarcă foto \| video | Raportează eroare |
| CJ-I-s-B-06959 (RAN: 58749.01)              | Situl arheologic de la Bădeni, punct „Movila Dâmb”                                      | sat Bădeni; comuna Moldovenești    | Movila „Dâmb”                                              |                                                                                         | Încarcă foto \| video | Raportează eroare |
| CJ-I-m-B-06959.01 (RAN: 58749.01.06)        | Așezare                                                                                 | sat Bădeni; comuna Moldovenești    | Movila „Dâmb”                                              | Epoca medievală                                                                         | Încarcă foto \| video | Raportează eroare |
| CJ-I-m-B-06959.02 (RAN: 58749.01.08)        | Așezare                                                                                 | sat Bădeni; comuna Moldovenești    | Movila „Dâmb”                                              | Epoca medievală timpurie                                                                | Încarcă foto \| video | Raportează eroare |
| CJ-I-m-B-06959.03 (RAN: 58749.01.04)        | Așezare                                                                                 | sat Bădeni; comuna Moldovenești    | Movila „Dâmb”                                              | sec. II - III p. Chr.                                                                   | Încarcă foto \| video | Raportează eroare |
| CJ-I-m-B-06959.04 (RAN: 58749.01.07)        | Așezare                                                                                 | sat Bădeni; comuna Moldovenești    | Movila „Dâmb”                                              | Epoca fierului, Cultura Basarabi                                                        | Încarcă foto \| video | Raportează eroare |
| CJ-I-m-B-06959.05 (RAN: 58749.01.02)        | Așezare                                                                                 | sat Bădeni; comuna Moldovenești    | Movila „Dâmb”                                              | Epoca bronzului, Cultura Sighișoara-Wietenberg și Otomani                               | Încarcă foto \| video | Raportează eroare |
| CJ-I-m-B-06959.06 (RAN: 58749.01.01)        | Așezare                                                                                 | sat Bădeni; comuna Moldovenești    | Movila „Dâmb”                                              | Neolitic, Cultura Starčevo-Criș                                                         | Încarcă foto \| video | Raportează eroare |
| CJ-I-s-A-06960 (RAN: 58749.02)              | Așezare                                                                                 | sat Bădeni; comuna Moldovenești    | „Dealul Pad” 46.49°N 23.74195°E                            | sec. IV p. Chr.                                                                         | Încarcă foto \| video | Raportează eroare |
| CJ-I-s-A-06961 (RAN: 58749.03)              | Așezare                                                                                 | sat Bădeni; comuna Moldovenești    | „Apa Sărată” 46.48732°N 23.76695°E                         | Hallstatt                                                                               | Încarcă foto \| video | Raportează eroare |
| CJ-I-s-A-06962 (RAN: 60124.01)              | Așezare                                                                                 | sat Bădești; comuna Vultureni      | „La Tiglă” 46.96132°N 23.62942°E                           |                                                                                         | Încarcă foto \| video | Raportează eroare |
| CJ-I-s-B-06963 (RAN: 55516.01)              | Așezare                                                                                 | sat Băgara; comuna Aghireșu        | La 350 m V de limita intravilanului                        | Epoca romană                                                                            | Încarcă foto \| video | Raportează eroare |
| CJ-I-s-B-06964 (RAN: 55400.01)              | Așezare                                                                                 | localitatea Băița; oraș Gherla     | Intravilan, vatra satului 47.02005°N 23.87476°E            | Neolitic                                                                                | Încarcă foto \| video | Raportează eroare |
| CJ-I-s-B-06965 (RAN: 55400.04)              | Situl arheologic Băița, punct „Malul stâng al Someșului”                                | localitatea Băița; oraș Gherla     | Malul stâng al Someșului 47.02919°N 23.88938°E             | sec. II - III p. Chr., Epoca romană                                                     | Încarcă foto \| video | Raportează eroare |
| CJ-I-m-B-06965.01                           | Așezare                                                                                 | localitatea Băița; oraș Gherla     | Malul stâng al Someșului                                   | sec. II - III p. Chr.                                                                   | Încarcă foto \| video | Raportează eroare |
| CJ-I-m-B-06965.02                           | Drum roman                                                                              | localitatea Băița; oraș Gherla     | Malul stâng al Someșului                                   | sec. II - III p. Chr.                                                                   | Încarcă foto \| video | Raportează eroare |
| CJ-I-s-A-06966 (RAN: 55400.02)              | Așezare                                                                                 | localitatea Băița; oraș Gherla     | „Dealul Sarazaia” 47.03166°N 23.87586°E                    | Epoca bronzului, Cultura Sighișoara Wietenberg                                          | Încarcă foto \| video | Raportează eroare |
| CJ-I-s-B-06967                              | Situl arheologic de la Gherla, punct - „Bumaș”                                          | localitatea Băița; oraș Gherla     | „Bumaș”                                                    |                                                                                         | Încarcă foto \| video | Raportează eroare |
| CJ-I-m-A-06967.01 (RAN: 55400.03.06)        | Așezare                                                                                 | localitatea Băița; oraș Gherla     | „Bumaș”                                                    | Epoca medievală timpurie                                                                | Încarcă foto \| video | Raportează eroare |
| CJ-I-m-A-06967.02 (RAN: 55400.03.05)        | Așezare                                                                                 | localitatea Băița; oraș Gherla     | „Bumaș”                                                    | Epoca migrațiilor                                                                       | Încarcă foto \| video | Raportează eroare |
| CJ-I-m-A-06967.03 (RAN: 55400.03.04)        | Așezare                                                                                 | localitatea Băița; oraș Gherla     | „Bumaș”                                                    | Hallstatt                                                                               | Încarcă foto \| video | Raportează eroare |
| CJ-I-m-A-06967.04 (RAN: 55400.03.03)        | Așezare                                                                                 | localitatea Băița; oraș Gherla     | „Bumaș”                                                    | Epoca bronzului                                                                         | Încarcă foto \| video | Raportează eroare |
| CJ-I-m-A-06967.05 (RAN: 55400.03.02)        | Așezare                                                                                 | localitatea Băița; oraș Gherla     | „Bumaș”                                                    | Perioada de tranziție la epoca bronzului, Cultura Coțofeni                              | Încarcă foto \| video | Raportează eroare |
| CJ-I-m-A-06967.06 (RAN: 55400.03.01)        | Așezare                                                                                 | localitatea Băița; oraș Gherla     | „Bumaș”                                                    | Neolitic                                                                                | Încarcă foto \| video | Raportează eroare |
| CJ-I-s-B-06968 (RAN: 58428.01)              | Ruine fortificație                                                                      | sat Bedeciu; comuna Mănăstireni    | „Cetate”                                                   | Epoca medievală                                                                         | Încarcă foto \| video | Raportează eroare |
| CJ-I-s-A-06969 (RAN: 55464.01)              | Ruine                                                                                   | localitatea Bicălatu; oraș Huedin  | „Cetatea lupilor” 46.93713°N 23.43478°E                    | Epoca medievală                                                                         | Încarcă foto \| video | Raportează eroare |
| CJ-I-s-A-06970 (RAN: 56103.01)              | Așezare fortificată                                                                     | sat Bobâlna; comuna Bobâlna        | „Dealul Bobâlna”                                           | Hallstatt                                                                               | Încarcă foto \| video | Raportează eroare |
| CJ-I-s-B-06971 (RAN: 56871.02)              | Așezare                                                                                 | sat Boian; comuna Ceanu Mare       | Extravilan, între satele Boian și Ceanu Mare               | Epoca romană                                                                            | Încarcă foto \| video | Raportează eroare |
| CJ-I-s-B-06972 (RAN: 57387.01)              | Situl arheologic de la Boju, punct „Lângă sat”                                          | sat Boju; comuna Cojocna           | Lângă sat                                                  |                                                                                         | Încarcă foto \| video | Raportează eroare |
| CJ-I-m-B-06972.01 (RAN: 57387.01.02)        | Așezare                                                                                 | sat Boju; comuna Cojocna           | Lângă sat, pe terasa de pe malul drept al pârâului         | Epoca romană                                                                            | Încarcă foto \| video | Raportează eroare |
| CJ-I-m-B-06972.02 (RAN: 57387.01.01)        | Așezare                                                                                 | sat Boju; comuna Cojocna           | Lângă sat, pe terasa de pe malul drept al pârâului         | Preistorie                                                                              | Încarcă foto \| video | Raportează eroare |
| CJ-I-s-B-06973 (RAN: 57387.02)              | Tumuli                                                                                  | sat Boju; comuna Cojocna           | Extravilan                                                 | Preistorie                                                                              | Încarcă foto \| video | Raportează eroare |
| CJ-I-s-B-06974 (RAN: 56880.01)              | Așezare                                                                                 | sat Bolduț; comuna Ceanu Mare      | Intravilan, pe malul drept al văii Horgoș                  | Epoca romană                                                                            | Încarcă foto \| video | Raportează eroare |
| CJ-I-s-A-06975 (RAN: 59069.01)              | Castrul și vicus-ul militar Bologa                                                      | sat Bologa; comuna Poieni          | „Grădiște” 46.88569°N 22.88461°E                           | sec. II - III p. Chr.                                                                   | Alte imagini          | Raportează eroare |
| CJ-I-m-A-06975.01 (RAN: 59069.01.01)        | Castrul de trupe auxiliare Bologa                                                       | sat Bologa; comuna Poieni          | „Grădiște” 46.88673°N 22.88296°E                           | sec. II - III p. Chr.                                                                   | Încarcă foto \| video | Raportează eroare |
| CJ-I-m-A-06975.02 (RAN: 59069.01.02)        | Vicus-ul militar de pe lângă castrul de trupe auxiliare de la Bologa                    | sat Bologa; comuna Poieni          | „Grădiște” 46.88673°N 22.88296°E                           | sec. II - III p. Chr.                                                                   | Încarcă foto \| video | Raportează eroare |
| CJ-I-s-A-06976 (RAN: 59069.059050.012)      | Sistem de supraveghere și apărare a limesului Daciei în sectorul castrului de la Bologa | sat Bologa; comuna Poieni          |                                                            | Epoca romană                                                                            | Încarcă foto \| video | Raportează eroare |
| CJ-I-m-A-06976.01 (RAN: 59069.02.01)        | Turn                                                                                    | sat Bologa; comuna Poieni          | „Măgura Bologii” 46.88888°N 22.85831°E                     |                                                                                         | Încarcă foto \| video | Raportează eroare |
| CJ-I-m-A-06976.02 (RAN: 59069.02.02)        | Turn                                                                                    | sat Bologa; comuna Poieni          | „Bonciului” 46.88888°N 22.85831°E                          |                                                                                         | Încarcă foto \| video | Raportează eroare |
| CJ-I-m-A-06976.03 (RAN: 59069.02.03)        | Turn                                                                                    | sat Bologa; comuna Poieni          | „Rimbușoi” 46.88888°N 22.85831°E                           |                                                                                         | Încarcă foto \| video | Raportează eroare |
| CJ-I-m-A-06976.04 (RAN: 59069.02.04)        | Turn                                                                                    | sat Bologa; comuna Poieni          | „Cetățea” 46.88888°N 22.85831°E                            |                                                                                         | Încarcă foto \| video | Raportează eroare |
| CJ-I-m-A-06976.05 (RAN: 59069.02.05)        | Turn                                                                                    | sat Bologa; comuna Poieni          | „Horhiș” 46.88888°N 22.85831°E                             |                                                                                         | Încarcă foto \| video | Raportează eroare |
| CJ-I-m-A-06976.06 (RAN: 59069.02.06)        | Turn                                                                                    | sat Bologa; comuna Poieni          | „Greben” 46.88888°N 22.85831°E                             |                                                                                         | Încarcă foto \| video | Raportează eroare |
| CJ-I-s-B-06977 (RAN: 57662.03)              | Situl arheologic de la Bonț, punct „Brohanci”                                           | sat Bonț; comuna Fizeșu Gherlii    | „Brohanci”                                                 |                                                                                         | Încarcă foto \| video | Raportează eroare |
| CJ-I-m-B-06977.01 (RAN: 57662.03.03)        | Așezare                                                                                 | sat Bonț; comuna Fizeșu Gherlii    | „Brohanci”                                                 | Epoca migrațiilor                                                                       | Încarcă foto \| video | Raportează eroare |
| CJ-I-m-B-06977.02 (RAN: 57662.03.02)        | Așezare                                                                                 | sat Bonț; comuna Fizeșu Gherlii    | „Brohanci”                                                 | Epoca romană                                                                            | Încarcă foto \| video | Raportează eroare |
| CJ-I-m-B-06977.03 (RAN: 57662.03.01)        | Așezare                                                                                 | sat Bonț; comuna Fizeșu Gherlii    | „Brohanci”                                                 | Epoca bronzului                                                                         | Încarcă foto \| video | Raportează eroare |
| CJ-I-s-A-06978 (RAN: 57662.01)              | Așezare                                                                                 | sat Bonț; comuna Fizeșu Gherlii    | „Bucutir” 46.99344°N 23.92897°E                            | Neolitic                                                                                | Încarcă foto \| video | Raportează eroare |
| CJ-I-s-B-06979 (RAN: 57662.02)              | Situl arheologic de la Bonț, punct „Valea Hocereghii”                                   | sat Bonț; comuna Fizeșu Gherlii    | Izvoarele din „Valea Hocereghii”                           |                                                                                         | Încarcă foto \| video | Raportează eroare |
| CJ-I-m-B-06979.01 (RAN: 57662.02.03)        | Așezare                                                                                 | sat Bonț; comuna Fizeșu Gherlii    | Izvoarele din „Valea Hocereghii”                           | Hallstatt                                                                               | Încarcă foto \| video | Raportează eroare |
| CJ-I-m-B-06979.02 (RAN: 57662.02.02)        | Așezare                                                                                 | sat Bonț; comuna Fizeșu Gherlii    | Izvoarele din „Valea Hocereghii”                           | Epoca bronzului                                                                         | Încarcă foto \| video | Raportează eroare |
| CJ-I-m-B-06979.03 (RAN: 57662.02.01)        | Așezare                                                                                 | sat Bonț; comuna Fizeșu Gherlii    | Izvoarele din „Valea Hocereghii”                           | Perioada de tranziție la epoca bronzului, Cultura Coțofeni                              | Încarcă foto \| video | Raportează eroare |
| CJ-I-s-A-06980 (RAN: 56229.01)              | Așezare                                                                                 | sat Bonțida; comuna Bonțida        | „Podărie” 46.89208°N 23.81221°E                            | Eneolitic                                                                               | Încarcă foto \| video | Raportează eroare |
| CJ-I-s-B-06981 (RAN: 56229.02)              | Situl arheologic de la Bonțida, punct „Nerveghiu”                                       | sat Bonțida; comuna Bonțida        | „Nerveghiu”                                                |                                                                                         | Încarcă foto \| video | Raportează eroare |
| CJ-I-m-B-06981.01 (RAN: 56229.02.05)        | Necropolă tumulară                                                                      | sat Bonțida; comuna Bonțida        | „Nerveghiu”                                                | Epoca migrațiilor                                                                       | Încarcă foto \| video | Raportează eroare |
| CJ-I-m-B-06981.02 (RAN: 56229.02.04)        | Așezare                                                                                 | sat Bonțida; comuna Bonțida        | „Nerveghiu”                                                | Hallstatt                                                                               | Încarcă foto \| video | Raportează eroare |
| CJ-I-m-B-06981.03 (RAN: 56229.02.03)        | Așezare                                                                                 | sat Bonțida; comuna Bonțida        | „Nerveghiu”                                                | Epoca bronzului                                                                         | Încarcă foto \| video | Raportează eroare |
| CJ-I-m-B-06981.04 (RAN: 56229.02.02)        | Așezare                                                                                 | sat Bonțida; comuna Bonțida        | „Nerveghiu”                                                | Perioada de tranziție la epoca bronzului, Cultura Coțofeni                              | Încarcă foto \| video | Raportează eroare |
| CJ-I-m-B-06981.05 (RAN: 56229.02.01)        | Necropolă tumulară                                                                      | sat Bonțida; comuna Bonțida        | „Nerveghiu”                                                | Preistorie                                                                              | Încarcă foto \| video | Raportează eroare |
| CJ-I-s-B-06982 (RAN: 10017556274, 56274.01) | Șir de tumuli                                                                           | sat Borșa; comuna Borșa            | Dealurile din dreapta văii Borșa 46.90568°N 23.68061°E     | Preistorie                                                                              | Încarcă foto \| video | Raportează eroare |
| CJ-I-s-B-06983                              | Situl arheologic de la Borșa, punct „Extravilan”                                        | sat Borșa; comuna Borșa            | Extravilan                                                 |                                                                                         | Încarcă foto \| video | Raportează eroare |
| CJ-I-m-B-06983.01 (RAN: 56274.02.01)        | Așezare                                                                                 | sat Borșa; comuna Borșa            | Extravilan 46.91386°N 24.15564°E                           | Epoca bronzului                                                                         | Încarcă foto \| video | Raportează eroare |
| CJ-I-m-B-06983.02 (RAN: 56274.02.02)        | Așezare                                                                                 | sat Borșa; comuna Borșa            | Dealurile din dreapta văii Borșa 46.91386°N 24.15564°E     | Perioada de tranziție la epoca bronzului, Cultura Coțofeni                              | Încarcă foto \| video | Raportează eroare |
| CJ-I-s-A-06984 (RAN: 58570.01)              | Așezare                                                                                 | sat Bunești; comuna Mintiu Gherlii | „Coasta Gherlii” 47.04587°N 23.87873°E                     | Neolitic                                                                                | Încarcă foto \| video | Raportează eroare |
| CJ-I-s-A-06985 (RAN: 56336.01)              | Așezare fortificată                                                                     | sat Buza; comuna Buza              | „Dealul Cetății” 46.90222°N 24.15534°E                     | Hallstatt                                                                               | Încarcă foto \| video | Raportează eroare |
| CJ-I-s-A-06986 (RAN: 56336.02)              | Situl arheologic de la Buza, punct „După Lab”                                           | sat Buza; comuna Buza              | „După Lab”                                                 |                                                                                         | Încarcă foto \| video | Raportează eroare |
| CJ-I-m-A-06986.01 (RAN: 56336.02.04)        | Așezare                                                                                 | sat Buza; comuna Buza              | „După Lab” 46.91493°N 24.15532°E                           | sec. II - III p. Chr.                                                                   | Încarcă foto \| video | Raportează eroare |
| CJ-I-m-A-06986.02 (RAN: 56336.02.01)        | Așezare                                                                                 | sat Buza; comuna Buza              | „După Lab” 46.91493°N 24.15532°E                           | Latène                                                                                  | Încarcă foto \| video | Raportează eroare |
| CJ-I-m-A-06986.03 (RAN: 56336.02.03)        | Așezare                                                                                 | sat Buza; comuna Buza              | „După Lab” 46.91493°N 24.15532°E                           | Hallstatt                                                                               | Încarcă foto \| video | Raportează eroare |
| CJ-I-m-A-06986.04 (RAN: 56336.02.02)        | Așezare                                                                                 | sat Buza; comuna Buza              | „După Lab” 46.91493°N 24.15532°E                           | Epoca bronzului                                                                         | Încarcă foto \| video | Raportează eroare |
| CJ-I-s-B-06987 (RAN: 56336.03)              | Situl arheologic de la Buza, punct „Dosul Tăpieșului”                                   | sat Buza; comuna Buza              | „Dosul Tăpieșului”                                         |                                                                                         | Încarcă foto \| video | Raportează eroare |
| CJ-I-m-B-06987.01 (RAN: 56336.03.03)        | Așezare                                                                                 | sat Buza; comuna Buza              | „Dosul Tăpieșului”                                         | Epoca bronzului                                                                         | Încarcă foto \| video | Raportează eroare |
| CJ-I-m-B-06987.02 (RAN: 56336.03.02)        | Așezare                                                                                 | sat Buza; comuna Buza              | „Dosul Tăpieșului”                                         | Perioada de tranziție la epoca bronzului, Cultura Coțofeni                              | Încarcă foto \| video | Raportează eroare |
| CJ-I-m-B-06987.03 (RAN: 56336.03.01)        | Așezare                                                                                 | sat Buza; comuna Buza              | „Dosul Tăpieșului”                                         | Neolitic                                                                                | Încarcă foto \| video | Raportează eroare |
| CJ-II-m-B-07521 (RAN: 58749.04)             | Biserica unitariană                                                                     | sat Bădeni; comuna Moldovenești    | 37                                                         | sec. XVII                                                                               | Alte imagini          | Raportează eroare |
| CJ-II-m-B-07522 (RAN: 58749.05)             | Biserica de lemn „Sf. Nicolae”                                                          | sat Bădeni; comuna Moldovenești    | 75                                                         | 1765                                                                                    | Alte imagini          | Raportează eroare |
| CJ-II-m-B-07523 (RAN: 60124.02)             | Biserica reformată                                                                      | sat Bădești; comuna Vultureni      | 78 46.96876°N 23.63472°E                                   | sec. XIII - XVIII                                                                       | Alte imagini          | Raportează eroare |
| CJ-II-m-B-07524 (RAN: 58810.01)             | Biserica de lemn „Sf. Arhangheli Mihail și Gavriil”                                     | sat Băgaciu; comuna Pălatca        | 29                                                         | 1700                                                                                    | Alte imagini          | Raportează eroare |
| CJ-II-m-B-07525 (RAN: 55516.02)             | Biserica reformată                                                                      | sat Băgara; comuna Aghireșu        | 158 46.85934°N 23.30043°E                                  | sec. XVIII                                                                              | Alte imagini          | Raportează eroare |
| CJ-II-m-B-07526 (RAN: 55400.05)             | Biserica „Sf. Arhangheli Mihail și Gavriil”                                             | localitatea Băița; oraș Gherla     | 53                                                         | sec. XVII                                                                               | Încarcă foto \| video | Raportează eroare |
| CJ-II-m-B-07527 (RAN: 56595.01)             | Biserica de lemn „Adormirea Maicii Domnului”                                            | sat Bălcești; comuna Căpușu Mare   | 15                                                         | sec. XVIII                                                                              | Alte imagini          | Raportează eroare |
| CJ-II-m-B-07528 (RAN: 58428.02)             | Biserica „Înălțarea Domnului”                                                           | sat Bedeciu; comuna Mănăstireni    | 153                                                        | sec. XV                                                                                 | Alte imagini          | Raportează eroare |
| CJ-II-m-B-07529 (RAN: 57760.01)             | Biserica de lemn „Sf. Arhangheli Mihail și Gavriil”                                     | sat Berchieșu; comuna Frata        | 54 46.7274°N 24.0379°E                                     | 1747                                                                                    | Alte imagini          | Raportează eroare |
| CJ-II-m-B-07530 (RAN: 59602.02)             | Biserica de lemn „Înălțarea Domnului” (din Deal)                                        | sat Berindu; comuna Sânpaul        | 154                                                        | 1752                                                                                    | Alte imagini          | Raportează eroare |
| CJ-II-m-B-07531 (RAN: 58437.01)             | Biserica de lemn „Înălțarea Domnului”                                                   | sat Bica; comuna Mănăstireni       | 40                                                         | 1765                                                                                    | Alte imagini          | Raportează eroare |
| CJ-II-m-B-07532 (RAN: 55464.03)             | Biserica reformată                                                                      | localitatea Bicălatu; oraș Huedin  | 73 46.87928°N 23.05279°E                                   | sec. XVII                                                                               | Alte imagini          | Raportează eroare |
| CJ-II-m-B-07533 (RAN: 59069.03)             | Cetatea Bologa                                                                          | sat Bologa; comuna Poieni          | 46.88607°N 22.88438°E                                      | sec. XIII-XV                                                                            | Alte imagini          | Raportează eroare |
| CJ-II-a-A-07534 (RAN: 56229.03)             | Castelul Banffy                                                                         | sat Bonțida; comuna Bonțida        | 152-154 46.91°N 23.81°E                                    | 1652, amplif. 1750 - 1850 Agostino Serena, Joseph Emanuel Fischer von Erlach (arhitect) | Alte imagini          | Raportează eroare |
| CJ-II-m-A-07534.01                          | Corpul 1 al castelului                                                                  | sat Bonțida; comuna Bonțida        | 152-154                                                    | 1652, amplif. 1750 - 1850                                                               |                       | Raportează eroare |
| CJ-II-m-A-07534.02                          | Corpul 2 al castelului                                                                  | sat Bonțida; comuna Bonțida        | 152-154                                                    | 1652, amplif. 1750 - 1850                                                               |                       | Raportează eroare |
| CJ-II-m-A-07534.03                          | Corpul 3 al castelului                                                                  | sat Bonțida; comuna Bonțida        | 152-154                                                    | sec. XVI                                                                                |                       | Raportează eroare |
| CJ-II-m-A-07534.04                          | Moară                                                                                   | sat Bonțida; comuna Bonțida        | 152-154                                                    | înc. sec. XIX                                                                           |                       | Raportează eroare |
| CJ-II-m-B-07534.05                          | Grânarele                                                                               | sat Bonțida; comuna Bonțida        | 152-154                                                    | sec. XIX                                                                                |                       | Raportează eroare |
| CJ-II-s-A-07534.06                          | Parcul                                                                                  | sat Bonțida; comuna Bonțida        | 152-154                                                    | sec. XVIII                                                                              | Alte imagini          | Raportează eroare |
| CJ-II-m-A-07534.07                          | Zidul de incintă al parcului castelului                                                 | sat Bonțida; comuna Bonțida        | 152-154                                                    | 1952                                                                                    | Încarcă foto \| video | Raportează eroare |
| CJ-II-a-B-07535                             | Ansamblul bisericii reformate                                                           | sat Bonțida; comuna Bonțida        | 265                                                        | sec. XIII                                                                               | Alte imagini          | Raportează eroare |
| CJ-II-m-B-07535.01                          | Biserica reformată                                                                      | sat Bonțida; comuna Bonțida        | 265                                                        | sec. XIII                                                                               | Alte imagini          | Raportează eroare |
| CJ-II-m-B-07535.02                          | Clopotniță de lemn a bisericii reformate                                                | sat Bonțida; comuna Bonțida        | 265                                                        | sec. XVIII - XIX                                                                        |                       | Raportează eroare |
| CJ-II-m-B-07536                             | Castelul Banffy, azi Spitalul de psihiatrie                                             | sat Borșa; comuna Borșa            | 258 46.93359°N 23.6583°E                                   | sec. XIX                                                                                | Alte imagini          | Raportează eroare |
| CJ-II-m-B-07537 (RAN: 58035.01)             | Biserica „Sf. Arhangheli Mihail și Gavriil”                                             | sat Borzești; comuna Iara          | 116                                                        | sec. XVIII                                                                              | Alte imagini          | Raportează eroare |
| CJ-II-m-B-07538 (RAN: 58641.01)             | Biserica reformată                                                                      | sat Boteni; comuna Mociu           | 118 46.76503°N 24.02754°E                                  | sec. XIII - XVII                                                                        | Alte imagini          | Raportează eroare |
| CJ-II-m-B-07539 (RAN: 57181.01)             | Biserica de lemn „Adormirea Maicii Domnului”                                            | sat Bucea; comuna Ciucea           |                                                            | 1791                                                                                    | Alte imagini          | Raportează eroare |
| CJ-II-m-B-21097.08                          | Buru gară                                                                               | sat Buru; comuna Iara              |                                                            |                                                                                         | Încarcă foto \| video | Raportează eroare |
| CJ-II-m-B-21097.09                          | Buru canton                                                                             | sat Buru; comuna Iara              |                                                            |                                                                                         | Încarcă foto \| video | Raportează eroare |
| CJ-II-m-B-07541                             | Conacul Bornemisza, azi magazin sătesc                                                  | sat Buza; comuna Buza              | 63 46.90988°N 24.14742°E                                   | sec. XIX                                                                                | Încarcă foto \| video | Raportează eroare |
| CJ-III-m-B-07821                            | Monumentul comemorativ al răscoalei din 1437                                            | sat Bobâlna; comuna Bobâlna        |                                                            | 1957                                                                                    | Încarcă foto \| video | Raportează eroare |
| CJ-IV-m-B-07856                             | Troița țăranilor martiri împușcați în toamna anului 1918                                | sat Beliș; comuna Beliș            |                                                            |                                                                                         | Încarcă foto \| video | Raportează eroare |